# Opius woglinda
Opius woglinda är en stekelart som beskrevs av Fischer 1972. Opius woglinda ingår i släktet Opius och familjen bracksteklar. Inga underarter finns listade i Catalogue of Life.